# Aire urbaine de Maubeuge
L'aire urbaine de Maubeuge est une aire urbaine française centrée sur la ville de Maubeuge située dans le département du Nord, attenant à la frontière avec la Belgique.

## L'aire urbaine de Maubeuge selon le nouveau zonage de 2010
Selon les dernières données de l'INSEE établies sur le nouveau zonage effectué en 2010, l'aire urbaine de Maubeuge regroupe 55 communes qui s'étendent sur 395,20 km2 rassemblant au recensement de 2009 131 454 habitants.

L'aire urbaine de Maubeuge dans le Nord-Pas-de-Calais

Par rapport à l'ancien zonage de 1999, elle est élargie de douze nouvelles communes qui la fait passer de 43 communes (en 1999) à 55 depuis la dernière délimitation effectuée par l'INSEE en 2010. Elle a notamment absorbé l'aire urbaine d'Aulnoye-Aymeries.
De ce fait, sa population augmente sensiblement passant de 117 470 habitants - zonage de 1999 - au recensement de 1999 à 131 454 habitants au recensement de 2009 - zonage de 2010.
L'aire urbaine de Maubeuge se situe au 61e rang national en 2009. Elle progresse de 4 places par rapport au recensement de 1999 où elle occupait la 65e place nationale.
L'unité urbaine de Maubeuge qui rassemble 114 174 habitants forme le pôle urbain de l'aire urbaine de Maubeuge et rassemble 86,9 % de la population de son aire.

## L'aire urbaine de Maubeuge selon l'ancien zonage de 1999

### Caractéristiques
D'après la définition qu'en donne l'INSEE, l'aire urbaine de Maubeuge est composée selon l'ancien zonage de 1999 de 43 communes, situées dans le Nord. Ses 117 470 habitants font d'elle la 65e aire urbaine de France.
17 communes de l'aire urbaine sont des pôles urbains.
Le tableau suivant détaille la répartition de l'aire urbaine sur le département (les pourcentages s'entendent en proportion du département) :
| Département | Communes | Communes (%) | Superficie (km²) | Superficie (%) | Population (1999) | Population (%) |
| ----------- | -------- | ------------ | ---------------- | -------------- | ----------------- | -------------- |
| Nord        | 43       | 6,6          | 347,74           | 6,1            | 117 470           | 4,6            |

### Composition communale de l'aire urbaine selon l'ancien zonage de 1999
Voici la liste des communes françaises de l'aire urbaine de Maubeuge.
| Code INSEE | Commune                | Type                  | Département | Superficie (km²) | Population (1999) | Densité (hab./km²) |
| ---------- | ---------------------- | --------------------- | ----------- | ---------------- | ----------------- | ------------------ |
| 59003      | Aibes                  | Commune monopolarisée | Nord        | +0009,23         | +00 000385,       | +00041,71          |
| 59021      | Assevent               | Pôle urbain           | Nord        | +0001,87         | +0 0001 875,      | +01 002,67         |
| 59058      | Beaufort               | Commune monopolarisée | Nord        | +0012,76         | +0 0001 012,      | +00079,31          |
| 59066      | Bérelles               | Commune monopolarisée | Nord        | +0005,78         | +00 000156,       | +00026,99          |
| 59072      | Bersillies             | Commune monopolarisée | Nord        | +0002,83         | +00 000275,       | +00097,17          |
| 59076      | Bettignies             | Commune monopolarisée | Nord        | +0004,62         | +00 000269,       | +00058,23          |
| 59101      | Bousignies-sur-Roc     | Commune monopolarisée | Nord        | +0012,14         | +00 000410,       | +00033,77          |
| 59103      | Boussières-sur-Sambre  | Pôle urbain           | Nord        | +0003,28         | +00 000429,       | +00130,79          |
| 59104      | Boussois               | Pôle urbain           | Nord        | +0006,29         | +0 0003 449,      | +00548,33          |
| 59142      | Cerfontaine            | Commune monopolarisée | Nord        | +0003,87         | +00 000559,       | +00144,44          |
| 59147      | Choisies               | Commune monopolarisée | Nord        | +0002,51         | +000 00071,       | +00028,29          |
| 59151      | Colleret               | Commune monopolarisée | Nord        | +0018,79         | +0 0001 649,      | +00087,76          |
| 59157      | Cousolre               | Commune monopolarisée | Nord        | +0020,98         | +0 0002 362,      | +00112,58          |
| 59169      | Damousies              | Commune monopolarisée | Nord        | +0005,           | +00 000236,       | +00047,2           |
| 59174      | Dimechaux              | Commune monopolarisée | Nord        | +0004,85         | +00 000274,       | +00056,49          |
| 59181      | Dourlers               | Commune monopolarisée | Nord        | +0008,74         | +00 000568,       | +00064,99          |
| 59187      | Éclaibes               | Pôle urbain           | Nord        | +0004,89         | +00 000270,       | +00055,21          |
| 59190      | Élesmes                | Commune monopolarisée | Nord        | +0006,23         | +00 000852,       | +00136,76          |
| 59225      | Feignies               | Pôle urbain           | Nord        | +0018,8          | +0 0007 183,      | +00382,07          |
| 59230      | Ferrière-la-Grande     | Pôle urbain           | Nord        | +0010,01         | +0 0005 672,      | +00566,63          |
| 59231      | Ferrière-la-Petite     | Commune monopolarisée | Nord        | +0005,35         | +0 0001 118,      | +00208,97          |
| 59264      | Gognies-Chaussée       | Commune monopolarisée | Nord        | +0007,94         | +00 000796,       | +00100,25          |
| 59283      | Hargnies               | Commune monopolarisée | Nord        | +0005,14         | +00 000456,       | +00088,72          |
| 59291      | Hautmont               | Pôle urbain           | Nord        | +0012,27         | +00016 029,       | +01 306,36         |
| 59324      | Jeumont                | Pôle urbain           | Nord        | +0010,21         | +00010 775,       | +01 055,34         |
| 59351      | Limont-Fontaine        | Pôle urbain           | Nord        | +0006,78         | +00 000599,       | +00088,35          |
| 59357      | La Longueville         | Commune monopolarisée | Nord        | +0017,64         | +0 0002 196,      | +00124,49          |
| 59365      | Louvroil               | Pôle urbain           | Nord        | +0005,9          | +0 0007 251,      | +01 228,98         |
| 59370      | Mairieux               | Pôle urbain           | Nord        | +0006,49         | +00 000780,       | +00120,18          |
| 59385      | Marpent                | Pôle urbain           | Nord        | +0004,83         | +0 0002 649,      | +00548,45          |
| 59392      | Maubeuge               | Pôle urbain           | Nord        | +0018,85         | +00033 546,       | +01 779,63         |
| 59424      | Neuf-Mesnil            | Pôle urbain           | Nord        | +0001,21         | +0 0001 381,      | +01 141,32         |
| 59442      | Obrechies              | Commune monopolarisée | Nord        | +0005,45         | +00 000255,       | +00046,79          |
| 59483      | Quiévelon              | Commune monopolarisée | Nord        | +0004,35         | +00 000164,       | +00037,7           |
| 59495      | Recquignies            | Pôle urbain           | Nord        | +0006,17         | +0 0002 490,      | +00403,57          |
| 59514      | Rousies                | Pôle urbain           | Nord        | +0005,79         | +0 0004 257,      | +00735,23          |
| 59543      | Saint-Remy-du-Nord     | Pôle urbain           | Nord        | +0005,91         | +0 0001 265,      | +00214,04          |
| 59573      | Solrinnes              | Commune monopolarisée | Nord        | +0005,42         | +000 00096,       | +00017,71          |
| 59584      | Taisnières-sur-Hon     | Commune monopolarisée | Nord        | +0016,22         | +00 000912,       | +00056,23          |
| 59617      | Vieux-Mesnil           | Commune monopolarisée | Nord        | +0005,95         | +00 000500,       | +00084,03          |
| 59618      | Vieux-Reng             | Commune monopolarisée | Nord        | +0011,64         | +00 000810,       | +00069,59          |
| 59627      | Villers-Sire-Nicole    | Commune monopolarisée | Nord        | +0008,45         | +00 000956,       | +00113,14          |
| 59649      | Wattignies-la-Victoire | Commune monopolarisée | Nord        | +0006,31         | +00 000233,       | +00036,93          |
|            | Total                  |                       |             | +0347,74         | +00117 470,       | +00337,81          |

### Articles externes
- Population de l'aire urbaine de Maubeuge en 2009
- Composition de l'aire urbaine de Maubeuge selon le nouveau zonage de 2010